# Exoprosopa tihamae
Exoprosopa tihamae är en tvåvingeart som beskrevs av Greathead 1980. Exoprosopa tihamae ingår i släktet Exoprosopa och familjen svävflugor. Inga underarter finns listade i Catalogue of Life.